# Boško Stupić
Boško Stupić (Mostar, 27 giugno 1984) è un ex calciatore bosniaco, di ruolo attaccante.

## Palmarès

### Club

#### Competizioni nazionali
- Campionato bosniaco: 1

Leotar: 2002-2003
- Prva liga Republike Srpske: 1

Leotar: 2001-2002
- Kup Republike Srpske: 2

Leotar: 2001-2002, 2003-2004

### Individuale
- Capocannoniere della Birinşi Lïga: 1

2017 (13 reti)